# Абайська область
Аба́йська область або область Аба́й (каз. Абай облысы) — область у східній частині Казахстану, на кордоні з Росією та Китаєм. Утворена 8 червня 2022 року. Адміністративний центр — місто Семей.

## Населення
Населення району — 610046 осіб (2021; 652142 у 2009, 695085 у 1999, 830328 у 1989).

## Історія
14 жовтня 1939 року із частин Східноказахстанської та Алматинської областей була утворена Семипалатинська область, при цьому центр Східноказахстанської області перенесено з Семипалатинська до Усть-Каменогорська. 3 травня 1997 року Семипалатинська область була ліквідована, територія увійшла до складу Східноказахстанської області.
8 червня 2022 року на теренах колишньої Семипалатинської області із західної частини Східноказахстанської області була утворена Абайська область.

## Адміністративний поділ
В кінці 2023 року у складі області було утворено два нових райони: Жанасемейський з частини Семейської міської адміністрації та Маканчинський з частини Урджарського району. Область поділяється на 10 районів та 2 міські адміністрації:
| №  | Район, міська адміністрація | Площа, км² | Населення, осіб (1989) | Населення, осіб (1999) | Населення, осіб (2009) | Населення, осіб (2021) | К-ть АО | К-ть НП |
| -- | --------------------------- | ---------- | ---------------------- | ---------------------- | ---------------------- | ---------------------- | ------- | ------- |
| 1  | Абайський район             | 20093      | 21743                  | 17885                  | 15258                  | 14240                  | 9       | 11      |
| 2  | Аксуатський район           | 13562      | 33319                  | 28355                  | 21276                  | 19916                  | 9       | 27      |
| 3  | Аягозький район             | 49588      | 95872                  | 84220                  | 77001                  | 66956                  | 23      | 51      |
| 4  | Бескарагайський район       | 11400      | 35194                  | 28140                  | 22210                  | 18296                  | 10      | 28      |
| 5  | Бородуліхинський район      | 7200       | 57581                  | 49122                  | 40167                  | 33647                  | 18      | 49      |
| 6  | Жанасемейський район        | 27544,01   | 34671                  | 28473                  | 25228                  | 20868                  | 14      | 32      |
| 7  | Жарминський район           | 23403,80   | 74874                  | 60247                  | 44831                  | 37460                  | 19      | 50      |
| 8  | Кокпектинський район        | 9099,00    | 32591                  | 24452                  | 18375                  | 13932                  | 9       | 28      |
| 9  | Маканчинський район         | 11374,66   | 42326                  | 37035                  | 32135                  | 27467                  | 11      | 18      |
| 10 | Урджарський район           | 12039,06   | 66251                  | 58277                  | 46270                  | 43643                  | 16      | 35      |
| 1  | Курчатовська м.а.           | -          | -                      | 9305                   | 10127                  | 10411                  | -       | 1       |
| 2  | Семейська м.а.              | -          | 335906                 | 269574                 | 299264                 | 303210                 | -       | 1       |

## Найбільші населені пункти
Нижче подано список населених пунктів з чисельністю населення понад 10 тисяч осіб:
| № | Населений пункт | Населення, осіб (1989) | Населення, осіб (1999) | Населення, осіб (2009) | Населення, осіб (2021) |
| - | --------------- | ---------------------- | ---------------------- | ---------------------- | ---------------------- |
| 1 | Семей           | 334402                 | 269574                 | 299264                 | 303210                 |
| 2 | Аягоз           | 42729                  | 38470                  | 37537                  | 42351                  |
| 3 | Урджар          | 18058                  | 16830                  | 17320                  | 17296                  |
| 4 | Маканчі         | 13915                  | 13125                  | 12242                  | 11929                  |
| 5 | Калбатау        | 12585                  | 11809                  | 10214                  | 10763                  |
| 6 | Курчатов        | -                      | 9305                   | 10127                  | 10411                  |

## Транспорт
Дороги обласного значення:
| Індекс | Назва                                                                    | Довжина, км |
| ------ | ------------------------------------------------------------------------ | ----------- |
| KU-1   | Аягоз — Караул — «Семей-Кайнар»                                          | 214,6       |
| KU-2   | «Омськ-Майкапчагай» — Долонь — Бескарагай — Коянбай — кордон з Росією    | 192         |
| KU-3   | Семей — Караул                                                           | 177,6       |
| KU-4   | Аягоз — Тансик — Актогай                                                 | 150         |
| KU-5   | Маканчі — Жаланашколь                                                    | 132,8       |
| KU-6   | Семей — Курчатов                                                         | 129,9       |
| KU-7   | Дмитрієвка — Бородуліха — кордон з Росією                                | 71,4        |
| KU-8   | «Семей-кордон з Росією» — Воскресеновка — Петропавловка — Дмитрієвка     | 63,2        |
| KU-9   | «Омськ-Майкапчагай» — Мала Карасу — Аскарали                             | 57,1        |
| KU-10  | Бородуліха — Жезкент                                                     | 49,3        |
| KU-11  | «Таскескен-Бахти» — кордон області                                       | 48          |
| KU-12  | Кокпекти — Преображенка — кордон області                                 | 44,6        |
| KU-13  | «Усть-Каменогорськ-Семей» — Шульбінськ — Нова Шульба                     | 43,7        |
| KU-14  | «Семей-кордон з Росією» — Новопокровка — Петропавловка — кордон з Росією | 41,6        |
| KU-15  | Шар — Ауезов                                                             | 41,6        |
| KU-16  | Аксуат — Шибинди — кордон області                                        | 29,8        |
| KU-17  | «Караганда-Аягоз-Тарбагатай-Богаз» — Аксуат                              | 24,1        |
| KU-18  | Ауезов — Бурсак                                                          | 23,4        |
| KU-19  | Барлик — Арасан — озеро Алаколь                                          | 22,4        |
| KU-20  | під'їзд до урочища Акшоки                                                | 20,5        |
| KU-21  | під'їзд до пам'ятника Абая                                               | 11,5        |
| KU-22  | під'їзд до села Борілі                                                   | 3,4         |